# Ringlinie (Wien)
| Zug der Linie 1 vor dem Parlament am äußeren Ring, kurz vor Erreichen der Haltestelle Dr.-Karl-Renner-Ring |                                                                                            |                                                                                |                                                                                |
| Streckenlänge: | Innerer Ring (im Uhrzeigersinn): 5,287 km Äußerer Ring (gegen den Uhrzeigersinn): 5,412 km |                                                                                |                                                                                |
| Spurweite: | 1435 mm (Normalspur)                                                                       |                                                                                |                                                                                |
| Stromsystem: | 600 Volt =                                                                                 |                                                                                |                                                                                |
| |                                                                                            |                                                                                |                                                                                |
| \| \| \| \| \| \| \| \| Stubentor \| \| \| \| \| Weihburggasse \| \| \| \| \| Schwarzenbergplatz \| \| \| \| \| Rennweg 71, Prinz-Eugen-Straße D; Schleife Lothringerstraße \| \| \| \| \| Wiedner Hauptstraße 1; Schleife Bösendorferstraße \| \| \| \| \| Oper, Karlsplatz \| \| \| \| \| Burgring \| \| \| \| \| Siebensterngasse, Lerchenfelder Straße, Reichsratsstraße; Bellariaschleife \| \| \| \| \| Ring, Volkstheater \| \| \| \| \| zur Siebensterngasse, Lerchenfelder Straße, Reichsratsstraße; Bellariaschleife \| \| \| \| \| Parlament \| \| \| \| \| Josefstädter Straße 2 \| \| \| \| \| Rathausplatz/Burgtheater \| \| \| \| \| von Alser Straße; obere Schottentorschleife \| \| \| \| \| Schottentor \| \| \| \| \| zur Alser Straße; obere Schottentorschleife \| \| \| \| \| von Börseschleife \| \| \| \| \| Börse \| \| \| \| \| Porzellangasse D; zur Börseschleife \| \| \| \| \| Augartenbrücke \| \| \| \| \| Schottenring \| \| \| \| \| Schleife Linie 31 und 71 71 \| \| \| \| \| Salztorbrücke \| \| \| \| \| Taborstraße 2; von Gredlerschleife \| \| \| \| \| Schwedenplatz \| \| \| \| \| zur Taborstraße; zur Gredlerschleife \| \| \| \| \| Radetzkystraße 1; Schleife Matthäusgasse \| \| \| \| \| Julius-Raab-Platz \| \| \| \| \| \| \| |                                                                                            |                                                                                |                                                                                |
| U-Bahn-Strecke von links · U-Bahn-Strecke von rechts |                                                                                            |                                                                                |                                                                                |
| U-Bahn-Strecke · U-Bahn-Haltepunkt / Haltestelle |                                                                                            | Stubentor                                                                      | Stubentor                                                                      |
| U-Bahn-Strecke · U-Bahn-Haltepunkt / Haltestelle |                                                                                            | Weihburggasse                                                                  | Weihburggasse                                                                  |
| U-Bahn-Strecke · U-Bahn-Haltepunkt / Haltestelle |                                                                                            | Schwarzenbergplatz                                                             | Schwarzenbergplatz                                                             |
| U-Bahn-Strecke · U-Bahn-Abzweig geradeaus, nach links und von links |                                                                                            | Rennweg 71, Prinz-Eugen-Straße D; Schleife Lothringerstraße                    | Rennweg 71, Prinz-Eugen-Straße D; Schleife Lothringerstraße                    |
| U-Bahn-Strecke · U-Bahn-Abzweig geradeaus und von links |                                                                                            | Wiedner Hauptstraße 1; Schleife Bösendorferstraße                              | Wiedner Hauptstraße 1; Schleife Bösendorferstraße                              |
| U-Bahn-Strecke · U-Bahn-Haltepunkt / Haltestelle |                                                                                            | Oper, Karlsplatz                                                               | Oper, Karlsplatz                                                               |
| U-Bahn-Strecke · U-Bahn-Haltepunkt / Haltestelle |                                                                                            | Burgring                                                                       | Burgring                                                                       |
| U-Bahn-Strecke · U-Bahn-Abzweig geradeaus, nach links und von links |                                                                                            | Siebensterngasse, Lerchenfelder Straße, Reichsratsstraße; Bellariaschleife     | Siebensterngasse, Lerchenfelder Straße, Reichsratsstraße; Bellariaschleife     |
| U-Bahn-Strecke · U-Bahn-Haltepunkt / Haltestelle |                                                                                            | Ring, Volkstheater                                                             | Ring, Volkstheater                                                             |
| U-Bahn-Strecke · U-Bahn-Abzweig geradeaus und von links |                                                                                            | zur Siebensterngasse, Lerchenfelder Straße, Reichsratsstraße; Bellariaschleife | zur Siebensterngasse, Lerchenfelder Straße, Reichsratsstraße; Bellariaschleife |
| U-Bahn-Strecke · U-Bahn-Haltepunkt / Haltestelle |                                                                                            | Parlament                                                                      | Parlament                                                                      |
| U-Bahn-Strecke · U-Bahn-Abzweig geradeaus und nach links |                                                                                            | Josefstädter Straße 2                                                          | Josefstädter Straße 2                                                          |
| U-Bahn-Strecke · U-Bahn-Haltepunkt / Haltestelle |                                                                                            | Rathausplatz/Burgtheater                                                       | Rathausplatz/Burgtheater                                                       |
| U-Bahn-Strecke · U-Bahn-Abzweig geradeaus, nach links und von links |                                                                                            | von Alser Straße; obere Schottentorschleife                                    | von Alser Straße; obere Schottentorschleife                                    |
| U-Bahn-Strecke · U-Bahn-Haltepunkt / Haltestelle |                                                                                            | Schottentor                                                                    | Schottentor                                                                    |
| U-Bahn-Strecke · U-Bahn-Abzweig geradeaus und von links |                                                                                            | zur Alser Straße; obere Schottentorschleife                                    | zur Alser Straße; obere Schottentorschleife                                    |
| U-Bahn-Strecke · U-Bahn-Abzweig geradeaus, nach links und von links |                                                                                            | von Börseschleife                                                              | von Börseschleife                                                              |
| U-Bahn-Strecke · U-Bahn-Haltepunkt / Haltestelle |                                                                                            | Börse                                                                          | Börse                                                                          |
| U-Bahn-Strecke · U-Bahn-Abzweig geradeaus, nach links und von links |                                                                                            | Porzellangasse D; zur Börseschleife                                            | Porzellangasse D; zur Börseschleife                                            |
| U-Bahn-Strecke · U-Bahn-Abzweig geradeaus und von links |                                                                                            | Augartenbrücke                                                                 | Augartenbrücke                                                                 |
| U-Bahn-Strecke · U-Bahn-Haltepunkt / Haltestelle |                                                                                            | Schottenring                                                                   | Schottenring                                                                   |
| U-Bahn-Strecke · U-Bahn-Abzweig geradeaus und nach links |                                                                                            | Schleife Linie 31 und 71 71                                                    | Schleife Linie 31 und 71 71                                                    |
| U-Bahn-Strecke · U-Bahn-Haltepunkt / Haltestelle |                                                                                            | Salztorbrücke                                                                  | Salztorbrücke                                                                  |
| U-Bahn-Strecke · U-Bahn-Abzweig geradeaus, nach links und von links |                                                                                            | Taborstraße 2; von Gredlerschleife                                             | Taborstraße 2; von Gredlerschleife                                             |
| U-Bahn-Strecke · U-Bahn-Haltepunkt / Haltestelle |                                                                                            | Schwedenplatz                                                                  | Schwedenplatz                                                                  |
| U-Bahn-Strecke · U-Bahn-Abzweig geradeaus, nach links und von links |                                                                                            | zur Taborstraße; zur Gredlerschleife                                           | zur Taborstraße; zur Gredlerschleife                                           |
| U-Bahn-Strecke · U-Bahn-Abzweig geradeaus, nach links und von links |                                                                                            | Radetzkystraße 1; Schleife Matthäusgasse                                       | Radetzkystraße 1; Schleife Matthäusgasse                                       |
| U-Bahn-Strecke · U-Bahn-Haltepunkt / Haltestelle |                                                                                            | Julius-Raab-Platz                                                              | Julius-Raab-Platz                                                              |
| U-Bahn-Strecke nach links · U-Bahn-Strecke nach rechts |                                                                                            |                                                                                |                                                                                |

Die Ringlinie war eine – je nach Fahrtrichtung – 5,287 beziehungsweise 5,412 Kilometer lange Straßenbahn-Rundlinie im 1. Bezirk in Wien. Auf ihr verkehrten die Linien 1 (im Uhrzeigersinn) und 2 (gegen den Uhrzeigersinn) im Kreis. Seit der Reform der Ringlinien 2008 wird die Strecke von den Durchgangslinien D, 1, 2 und 71 befahren. Mit ihrem Verlauf entlang der Wiener Ringstraße und dem Franz-Josefs-Kai bildet die ehemalige Ringlinie noch heute das Kernstück des Wiener Straßenbahnnetzes um die historische Altstadt Wiens herum. Die Fahrstreifen für den motorisierten Verkehr befinden sich (mit Ausnahme des Kais) nach wie vor zwischen dem inneren und dem äußeren Gleis der Ringlinie.

## Geschichte

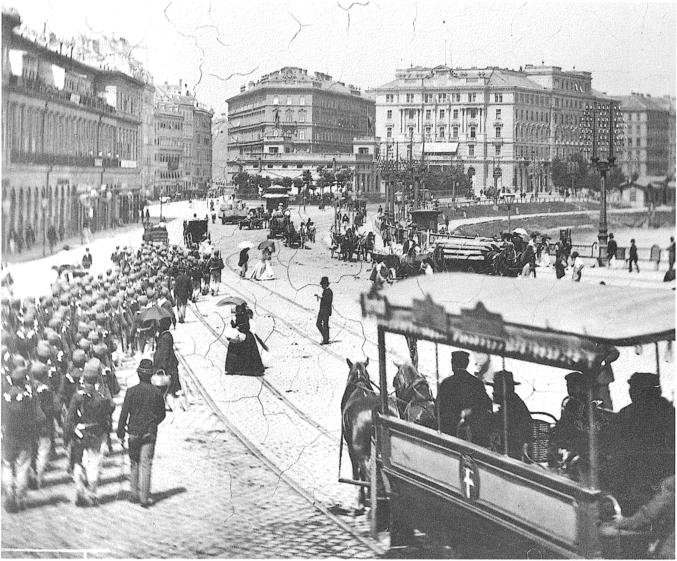
Pferdestraßenbahn am Franz-Josefs-Kai, um 1876

Nach der Schleifung der Wiener Stadtmauer 1857 bis 1865 wurde die Wiener Ringstraße angelegt. Bereits die erste Pferdestraßenbahn der Wiener Tramway-Gesellschaft vom Schottentor nach Dornbach, welche am 4. November 1865 eröffnet wurde, berührte die Ringstraße. Die Eröffnung der Ringlinie erfolgte am 30. Juni 1868 und war somit die zweite Straßenbahnstrecke Wiens überhaupt. Sie führte vom Schottentor über die Oper zum Aspernplatz, dem heutigen Julius-Raab-Platz. Die noch offene Lücke im Westen wurde ein Jahr später geschlossen, als am 8. Juni 1869 die Strecke vom Schottentor über den Schottenring und den Franz-Josefs-Kai zum Aspernplatz in Betrieb ging.
Versuche mit Dampflokomotiven waren wenig erfolgreich. 1876 wurden auf der Strecke vom Ring über die Bellaria zur Mariahilfer Straße Probefahrten mit einer 3,5 Tonnen schweren, zweiachsigen Lokomotive von Merryweather & Sons mit liegendem Kessel und geräuschlosem Dampfausstoß durchgeführt. Diese konnten die Steigungen von 1:25 jedoch kaum bewältigen. Auch andere Lokomotiven bewährten sich nicht, so ein Grantham's Steam Car (August 1876), eine feuerlose Heißwasserlokomotive von Francq & Lamm, eine Dampftramway-Lokomotive von Krauss & Comp. und ein Serpollet-Dampftriebwagen (1895). Bis zur Einführung der elektrischen Traktion blieb somit die Pferde-Tramway unersetzlich.
Ein erster Versuch einer Elektrifizierung in der Inneren Stadt erfolgte im Mai 1896, als ein Akkumulatorwagen die Strecke Burggasse–Bellaria befuhr; die Akkumulator-Technik bewährte sich jedoch nicht. Nachdem 1897 die erste Straßenbahnstrecke Wiens, die Strecke der heutigen Linie 5, elektrifiziert wurde, konnte ein Jahr später die Elektrifizierung der Ringlinie abgeschlossen werden. Die letzte Pferdetramway wurde 1903 außer Dienst gestellt. 
Die Straßenbahn auf der von Anfang an als Prunkstraße angelegten Ringstraße, wurde auf Wunsch von Kaiser Franz Joseph I. mit Unterleitung betrieben. Auch die Gleise unmittelbar außerhalb der Ringstraße – etwa bis zur Lastenstraße – sowie die gesamte innere Mariahilfer Straße, durch die der Kaiser auf dem Weg von der Hofburg ins Schloss Schönbrunn fuhr, wurden mit Unterleitungen versehen. Dabei kam ein eigens entwickeltes Schlitzsystem nach einem Patent von Siemens & Halske zur Anwendung. Ein ähnliches System war bereits ab 1887 in Budapest eingebaut worden. Diese Systeme litten unter dem hohen Wartungsaufwand, der notwendigen komplizierten Weichenkonstruktionen und den Problemen bei winterlichen Bedingungen. Während des Ersten Weltkriegs wurde daher in Wien die Unterleitung abgebaut und bis zum 20. Dezember 1915 auf eine konventionelle Oberleitung umgestellt.

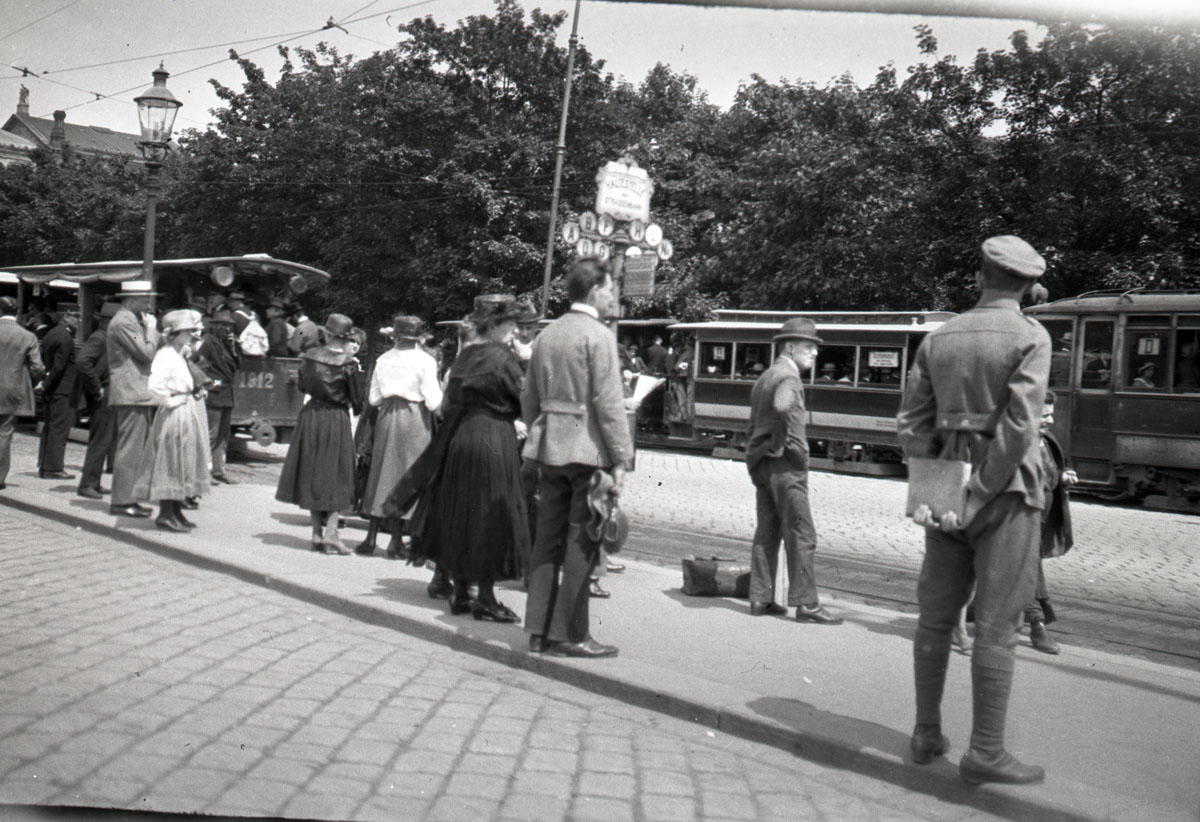
Haltestelle Stadiongasse (heute Parlament), 1921. Die Strecke wird ausschließlich von Buchstabenlinien befahren und es sind offene Beiwagen aus der Dampftramwayzeit im Einsatz.

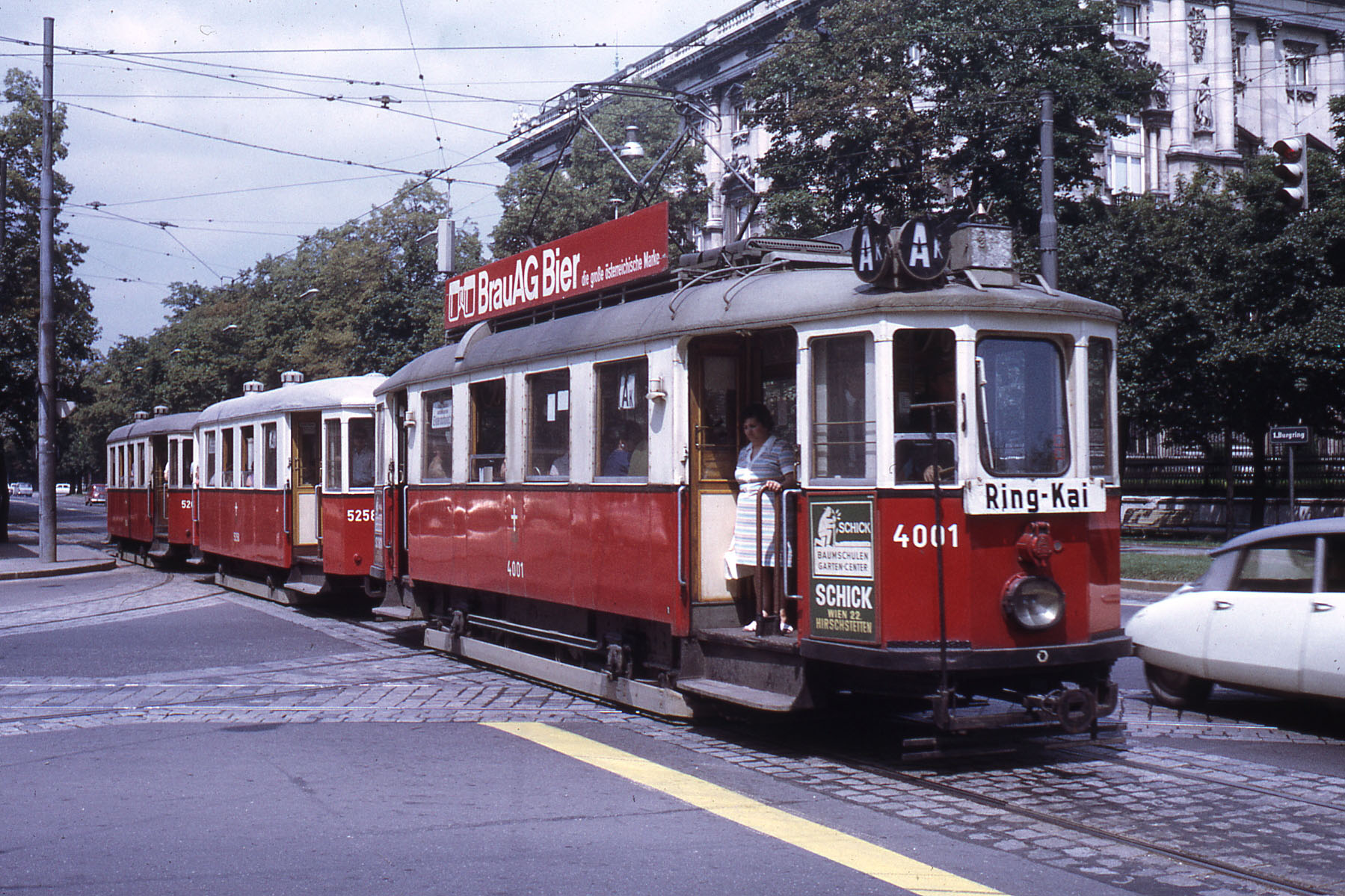
Ringlinie A_{K} am Burgring, 1970.

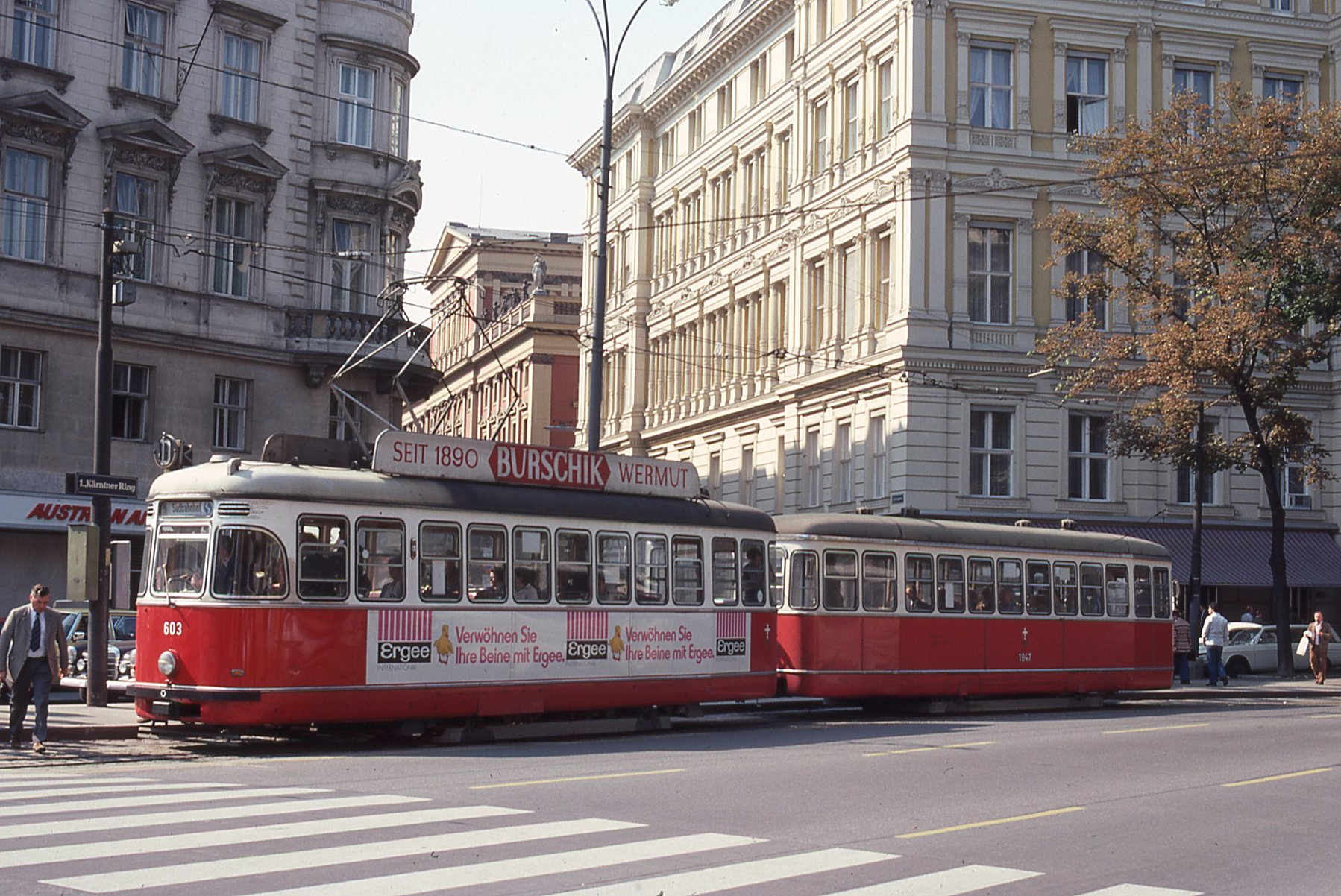
Linie D am Kärntner Ring, 1976.

Die Liniensignale waren ursprünglich als farbige, grafische Symbole gestaltet. Ab 1907 wurden Linienbezeichnungen eingeführt, die aus Buchstaben oder Ziffern bestanden. Außerhalb der Inneren Stadt kamen Zahlen zur Anwendung, während Linien, die ein Stück der Ringstraße befuhren, durch Buchstaben gekennzeichnet wurden. Im Lauf der Zeit wurden alle Buchstaben außer „I“, „Q“, „X“ und „Y“ verwendet. (Heute existieren nur noch die Buchstaben-Linien „D“ und „O“, letztere ohne den Ring zu befahren.) Züge, die von ihren Endstellen kommend zuerst den Ring befuhren, erhielten den Index „R“ (z. B. AR, BR); jene, die zuerst über den Kai fuhren den Index „K“ (z. B. AK, BK). Parallel zum Ring verkehrten Linien über die Zweierlinie unter dem Index „2“ (z. B. E2, G2, H2).
Innerhalb der Ringlinie gab es im Laufe der Geschichte, von Wendeschleifen der Radialstrecken abgesehen, nur eine Straßenbahnstrecke. Diese führte vom Opernring über den Straßenzug Operngasse–Tegetthoffstraße zum Neuen Markt. Zwischen 16. April 1907 und 15. April 1911 verkehrte dort die Durchgangslinie „Z“ in Richtung Hietzing beziehungsweise Lainz. Von 16. November 1914 bis 11. Oktober 1942 verkehrte dort die Linie 58 nach Unter St. Veit, dann wurde deren Endstelle an den Ring verlegt. 1948 wurde die Strecke aufgelassen.

## Reform der Ringlinien 2008

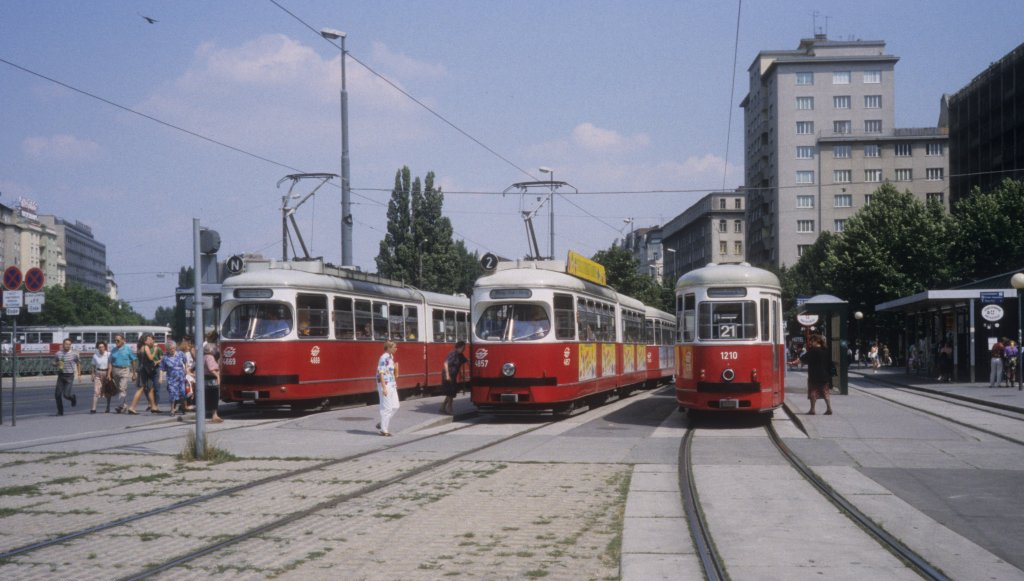
Situation am Schwedenplatz 1992: Die Linie 2 fährt weiter auf der gesamten Ringlinie, die Linie 21 endet hier, und die Linie N biegt von der Ringlinie auf die Marienbrücke ab.

Ab 30. Juni 1986 bis zum 25. Oktober 2008 verkehrten auf der Ringlinie die Linien 1 (im Uhrzeigersinn) und 2 (gegen den Uhrzeigersinn) im Kreis. 

### Phase 1

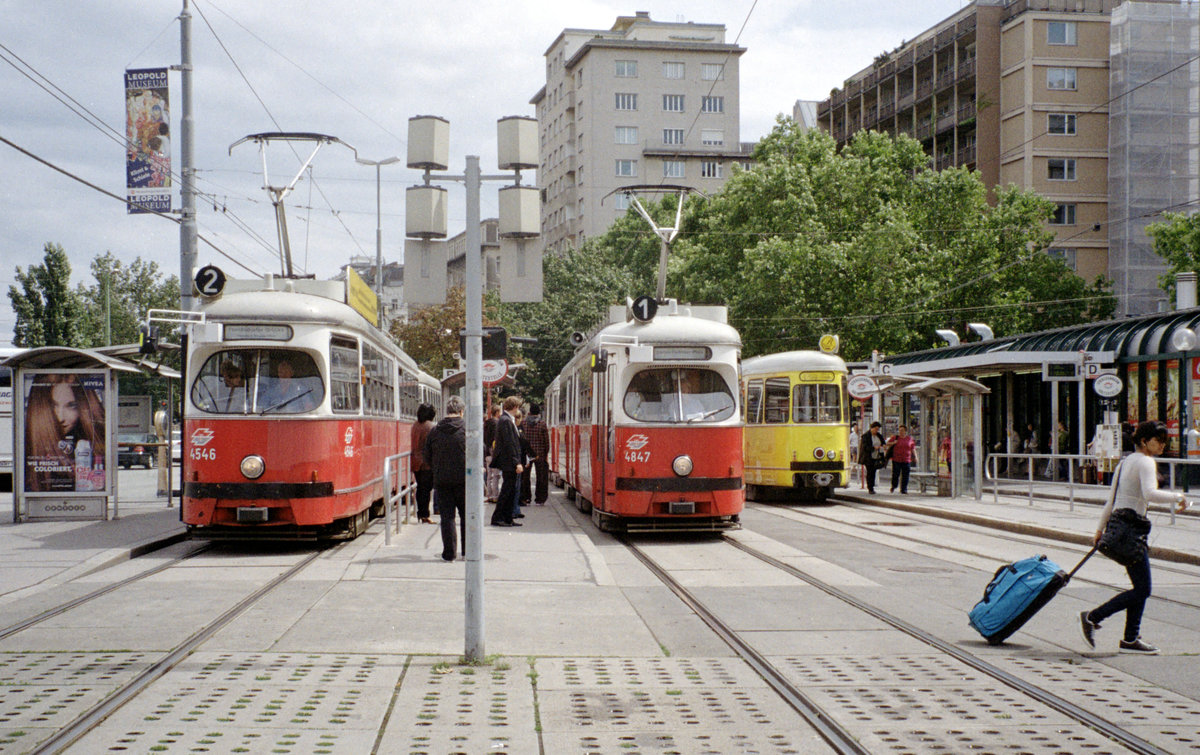
Situation am Schwedenplatz 2010: Die Linie 1 fährt als Durchgangslinie in beide Richtungen, die Linie 2 biegt auf die Marienbrücke ab, und das ehemalige 21er-Gleis wird von der Vienna Ring Tram genutzt.

Am 26. Oktober 2008 wurde die Reform der Ringlinien umgesetzt. Dabei wurden die Linien 1 und 2 mit den Durchgangslinien J und N sowie der Radiallinie 65 verknüpft und so aus bisher fünf Straßenbahnlinien zwei neue Durchgangslinien geschaffen. Die Linie 1 „neu“ führt nun vom Stefan-Fadinger-Platz über die ehemalige Linie 65, die Ringlinie und den südlichen Teil der ehemaligen Linie N zur Prater Hauptallee. Die Linie 2 „neu“ verkehrt vom Friedrich-Engels-Platz  über den nördlichen Teil der ehemaligen Linie N, die Ringlinie und die ehemalige Linie J zunächst nach Ottakring, seit 2. September 2017 nach Dornbach.

### Phase 2
In einem zweiten Schritt sollte die Linie D in Linie 3 umbenannt werden und die Linie 71 von Kaiserebersdorf kommend über den westlichen Ring zur Börse durchgebunden und in Linie 4 umbenannt werden. Nach Protesten gegen diese Pläne in den Außenbezirken wurde diese Phase zwischenzeitlich auf Eis gelegt. Neben dem Widerstand gegen eine Umbenennung der Linien, welche für die Bezirke eine Identität darstellen, fürchteten die Anrainer entlang der Linie 71 vor allem Intervallstreckungen und dass sich Verkehrsbehinderungen am Ring auch auf die Außenstrecke im 11. Bezirk (Simmering) auswirken könnte.

## Spätere Änderungen
Am 9. Dezember 2012 wurde die Linie 71 unter Beibehaltung ihres Liniensignals von ihrer zentrumsnahen Endstation Schwarzenbergplatz über den Ring bis zur Börse verlängert und im Gegenzug stadtauswärtig bis zum Zentralfriedhof verkürzt. (Der folgende Abschnitt nach Kaiserebersdorf wurde von der Linie 6 übernommen.) Die Linie D wurde an diesem Tag zum neuen Hauptbahnhof verlängert, ebenfalls unter Beibehaltung ihrer Linienbezeichnung.
Die Linie 71 wurde im September 2019 wieder nach Kaiserebersdorf und am 31. Juli 2023 zur U-Bahn-Station Schottenring verlängert.

## Vienna Ring Tram
Da seit der Reform der Ringlinien keine vollständige Ringumrundung mit einer Linie mehr möglich ist, wurde zum 1. April 2009 die Vienna Ring Tram (VRT) eingerichtet. Zwei gelb lackierte und nostalgisch beschriftete E1-Triebwagen, die aus dem regulären Fahrgastbetrieb genommen worden waren, standen seitdem im Betriebsbahnhof Favoriten bereit. Die VRT war eine spezielle Sightseeing-Straßenbahn für Touristen mit mehrsprachigen Ansagen und Monitoren mit Informationen zu Sehenswürdigkeiten entlang der Strecke. Sie verkehrte tagsüber halbstündlich im Uhrzeigersinn am inneren Ringgleis. Ursprünglich bediente die VRT nach dem Hop-on-Hop-off-Prinzip alle Zwischenhaltestellen, seit dem 1. April 2014 fuhr sie hingegen nonstop. Der Ein- und Ausstieg war nur noch an der Station Schwedenplatz möglich, wo zuvor schon die Stehzeit eingehalten wurde. Die VRT wurde von einem Schaffner begleitet, für ihre Benützung war ein Spezialpreis zu entrichten. Die Wiener Linien haben die VRT in der Coronakrise der Jahre 2020 bis 2023 stillschweigend Stück für Stück abgeschafft und aus dem Betrieb genommen.

## „Demo-Schleife“
Auf der Ringstraße vor dem Parlament finden häufig Demonstrationen und Veranstaltungen statt, wobei der Ring für den Verkehr gesperrt wird. Bis zu deren Umbau zur U-Bahn-Linie U2 im Jahr 1980 stand als Umleitungsstrecke die so genannte Zweierlinie über die Lastenstraße zur Verfügung. Danach mussten die Straßenbahnlinien aus der Josefstädter Straße (früher J, heute 2) mangels Ausweichroute bei solchen Kundgebungen bereits am Gürtel wenden. Im Dezember 2009 wurde die so genannte „Demo-Schleife“, eine Straßenbahnstrecke hinter dem Parlament durch die Reichsratsstraße zum Schmerlingplatz, fertiggestellt. Bei Demonstrationen kann die Linie 2 nun über die neue Gleisverbindung zur Wendeschleife der Linien 46 und 49 bei der Station Ring, Volkstheater U kurzgeführt werden, ohne den gesperrten Ringabschnitt zu befahren.

## Galerie

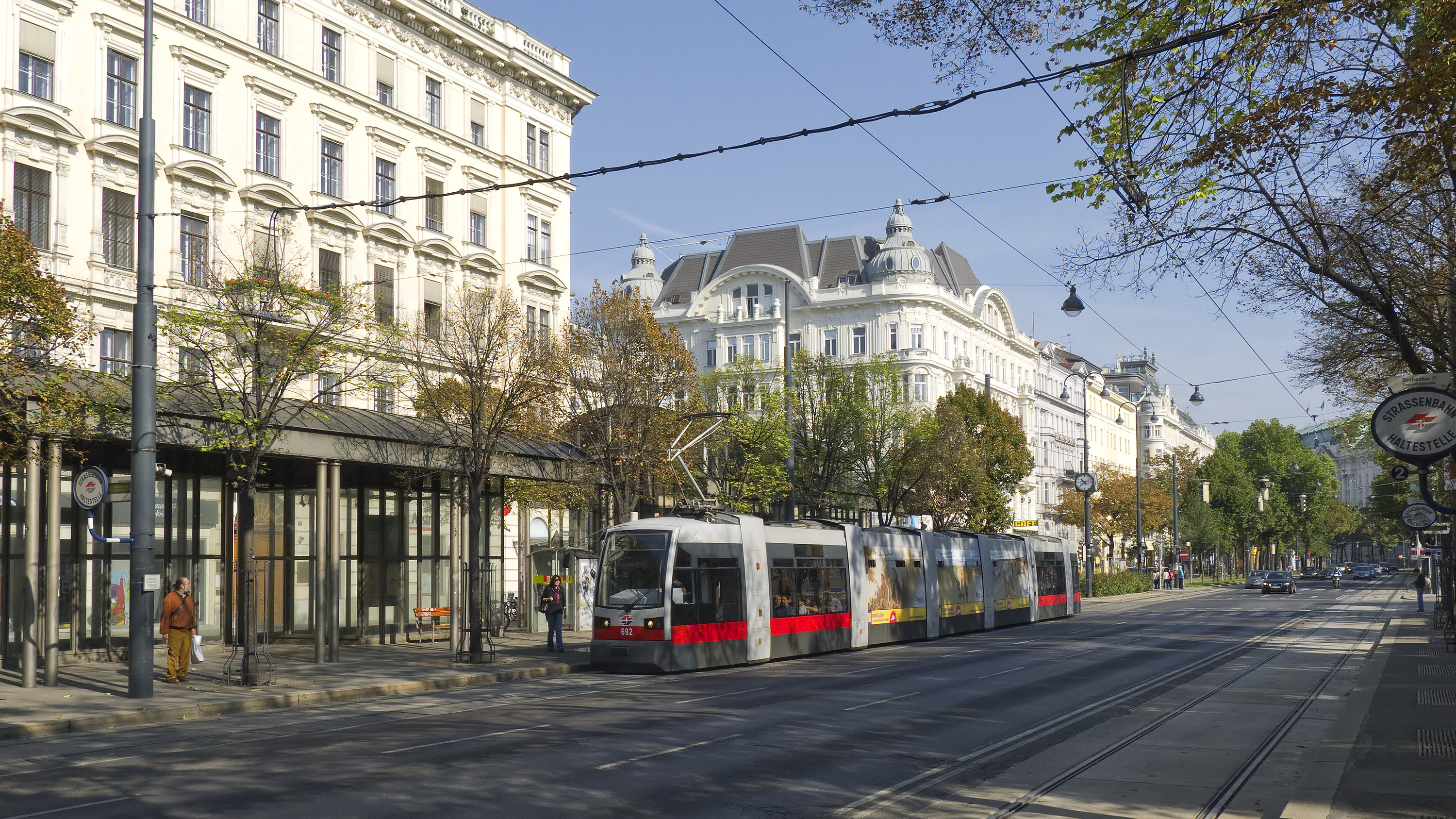
Stubentor
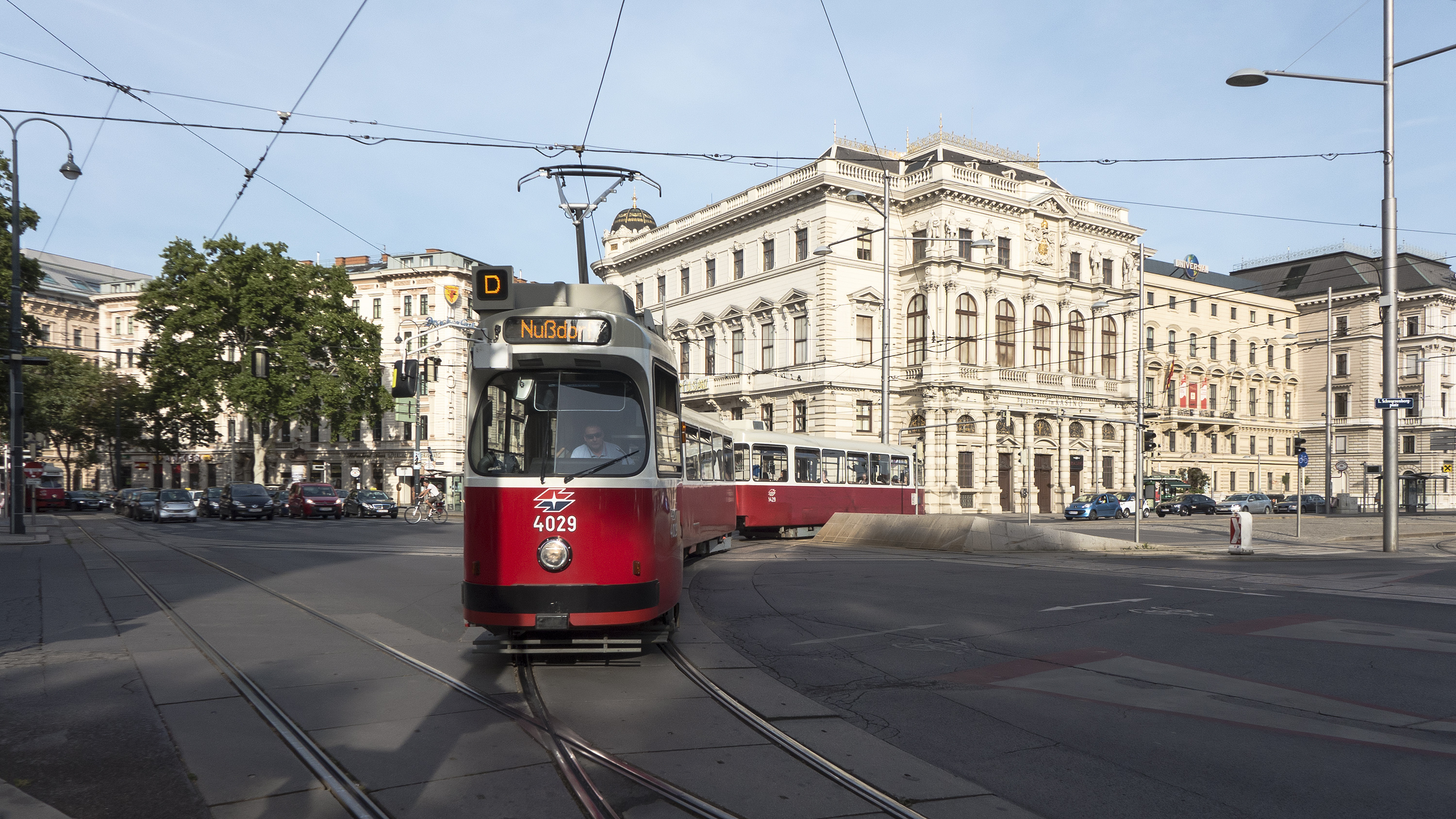
Schwarzenbergplatz
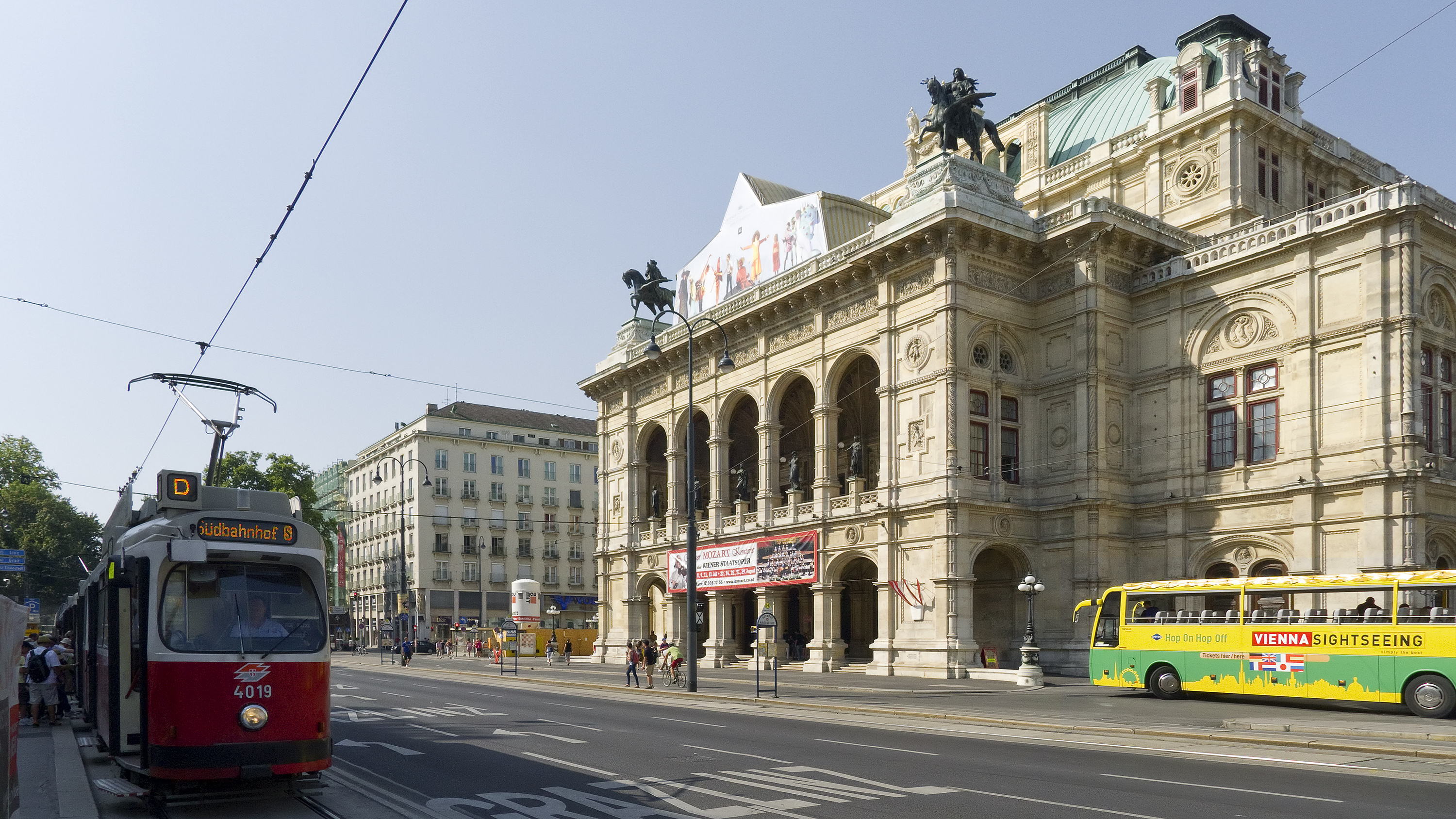
Kärntner Ring Staatsoper
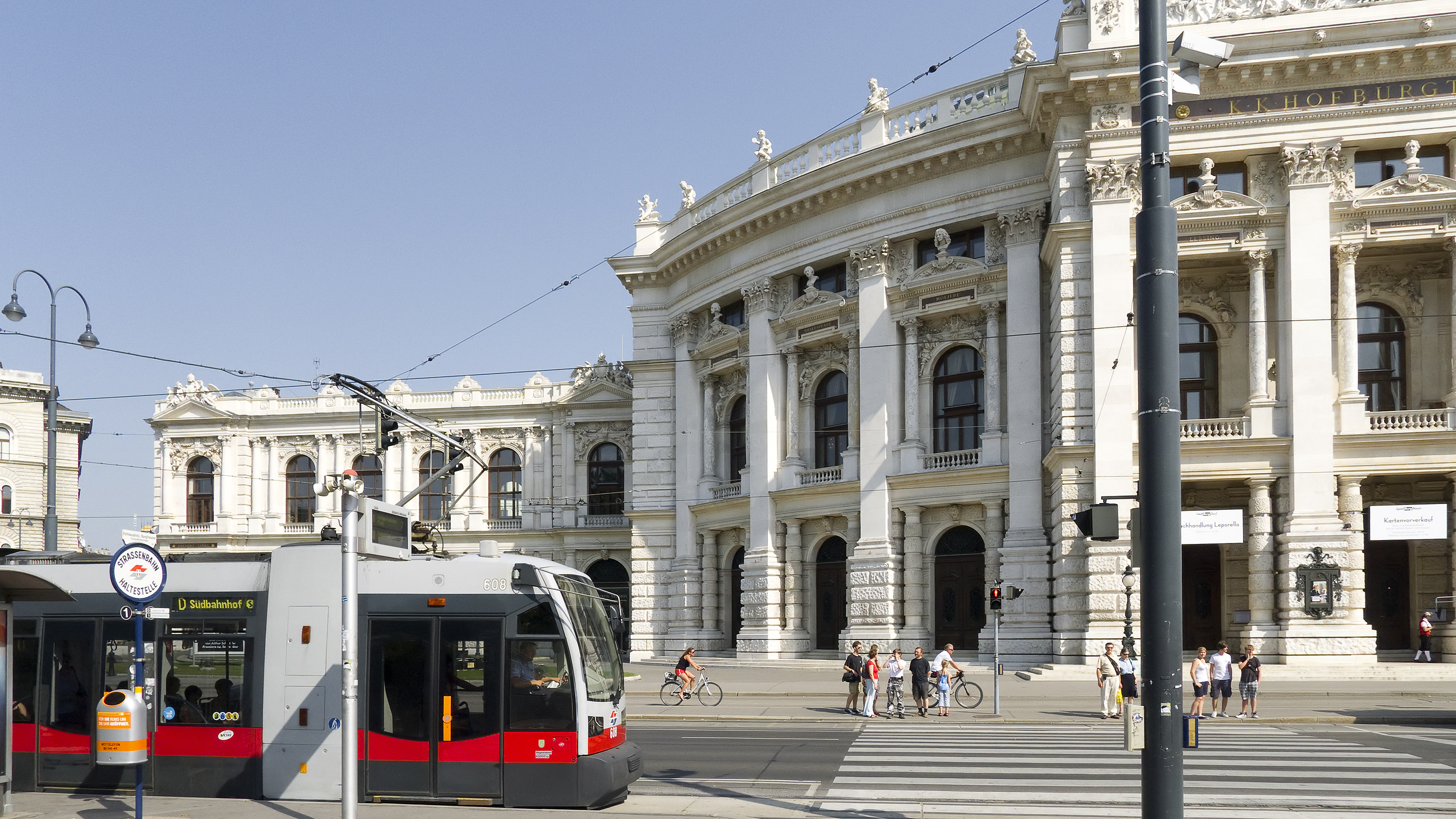
Rathausplatz Burgtheater
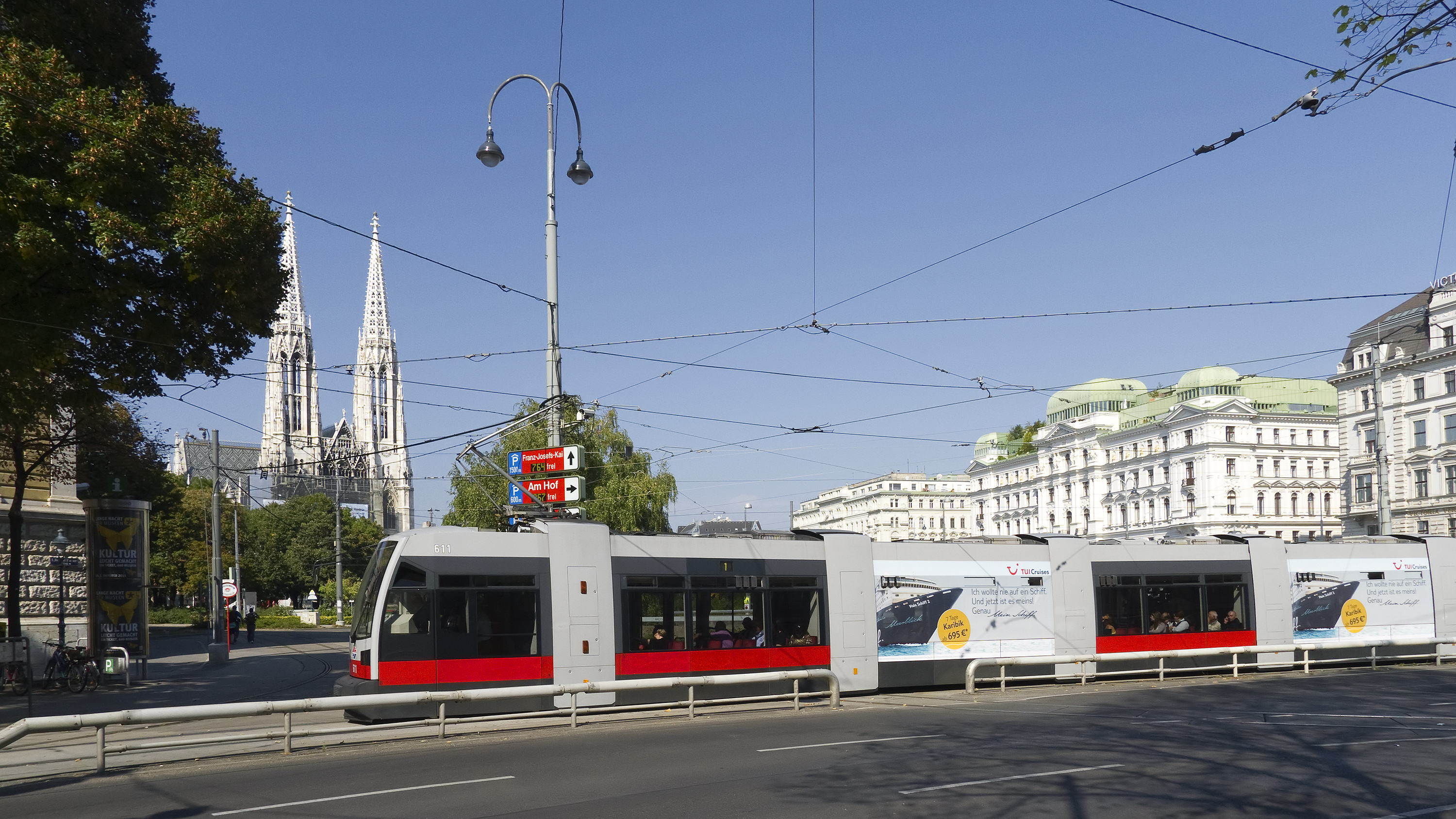
Schottentor Votivkirche
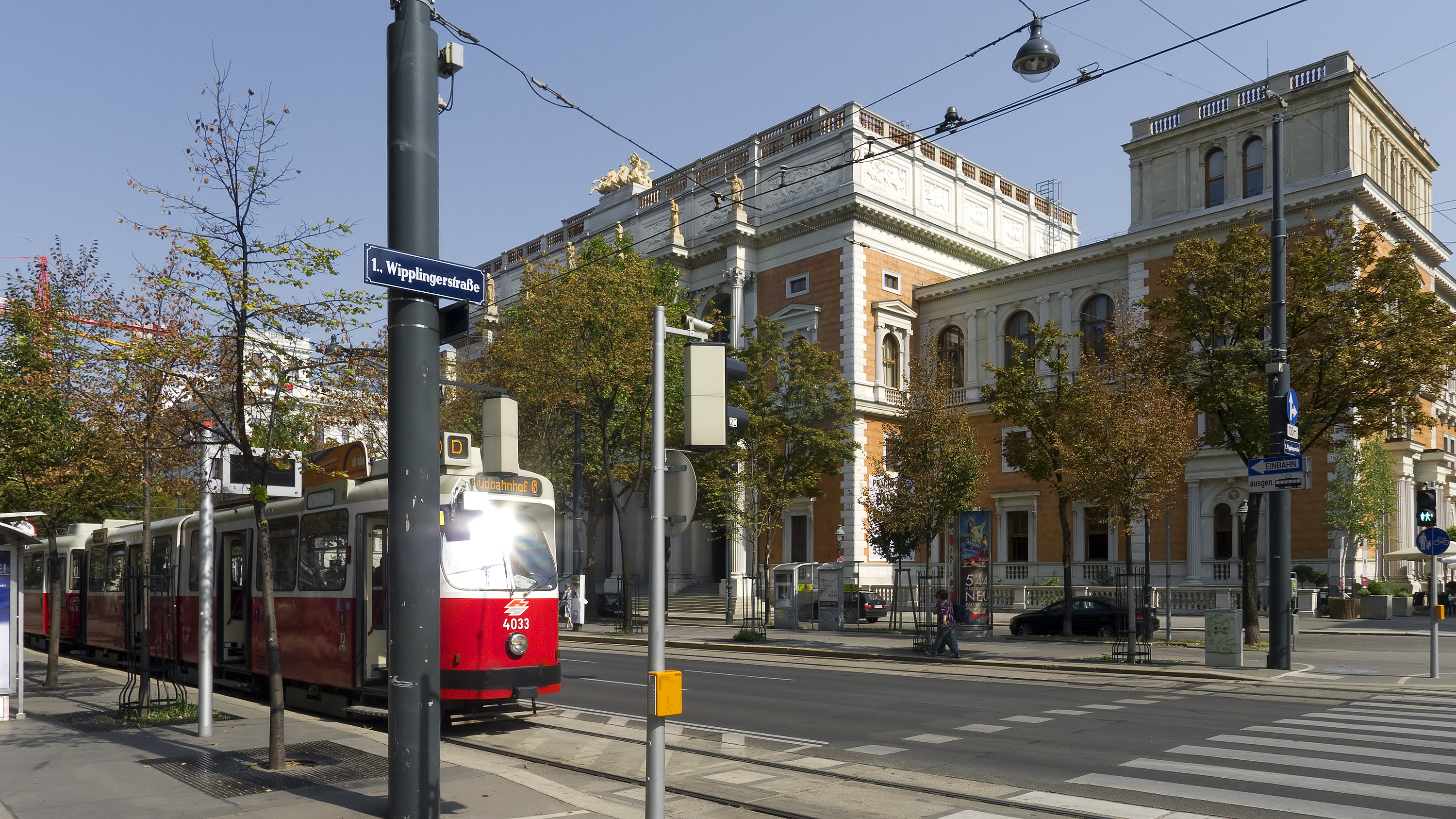
Börsegasse Wiener Börse
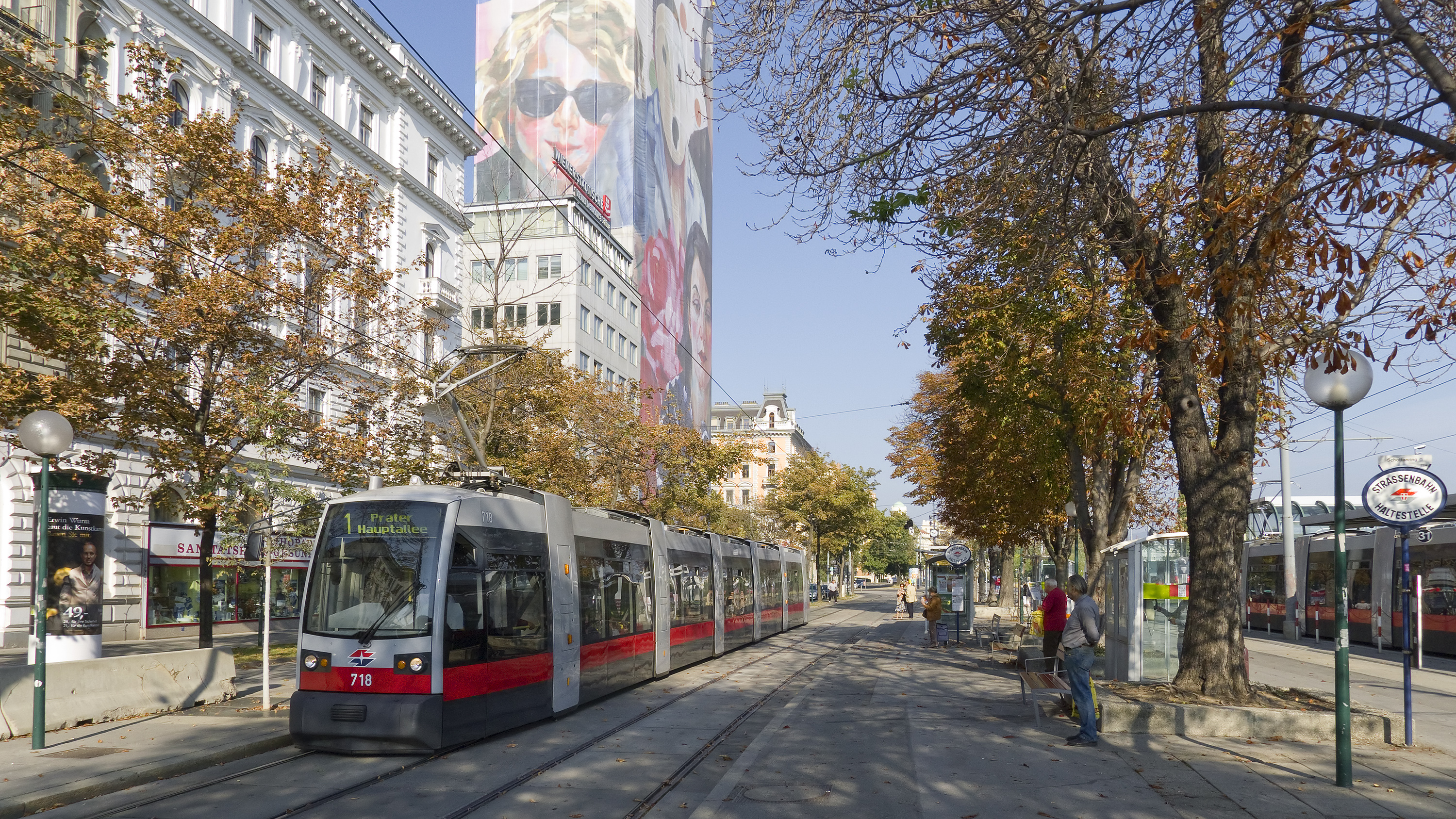
Schottenring Ringturm
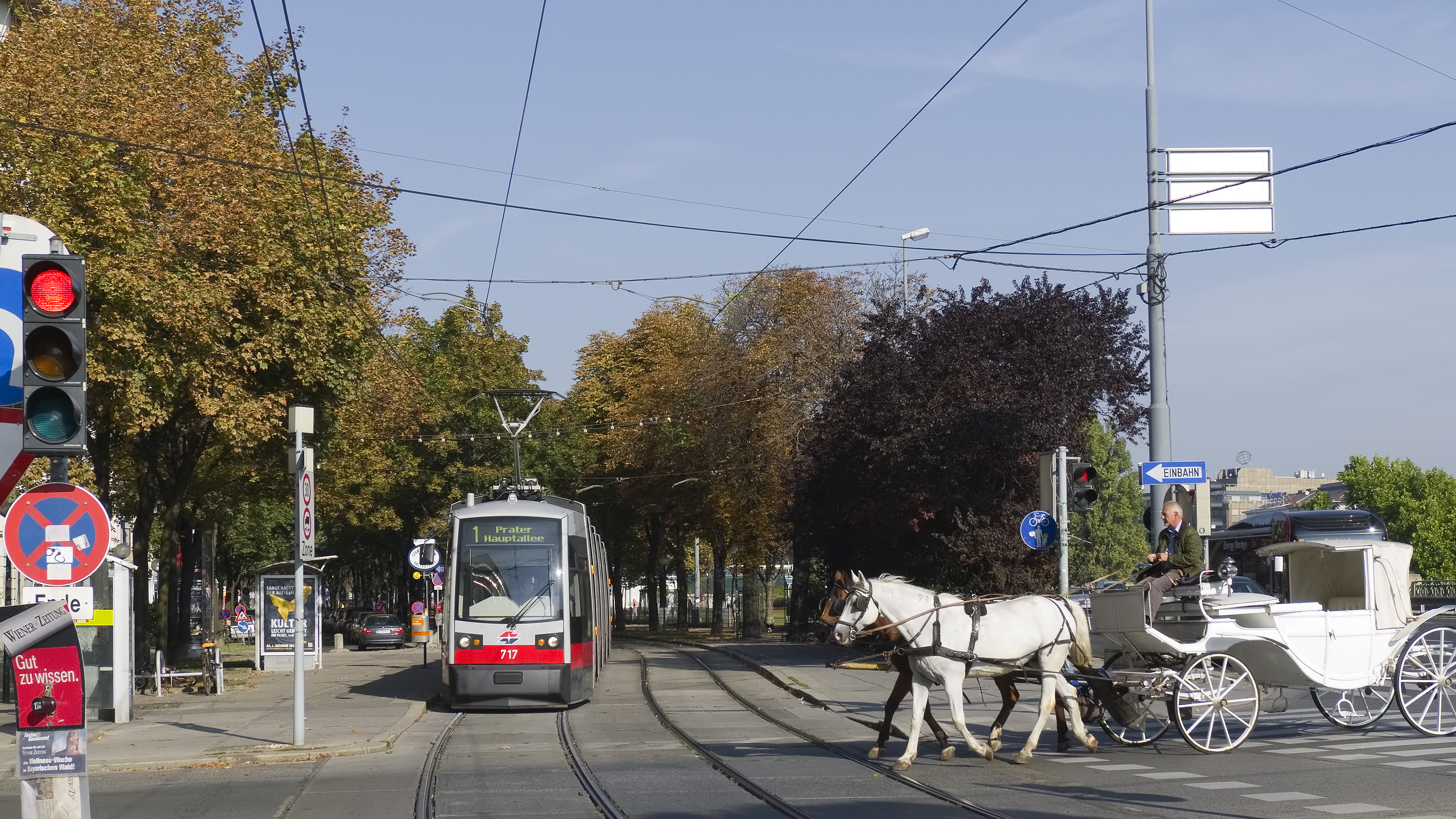
Salztorbrücke
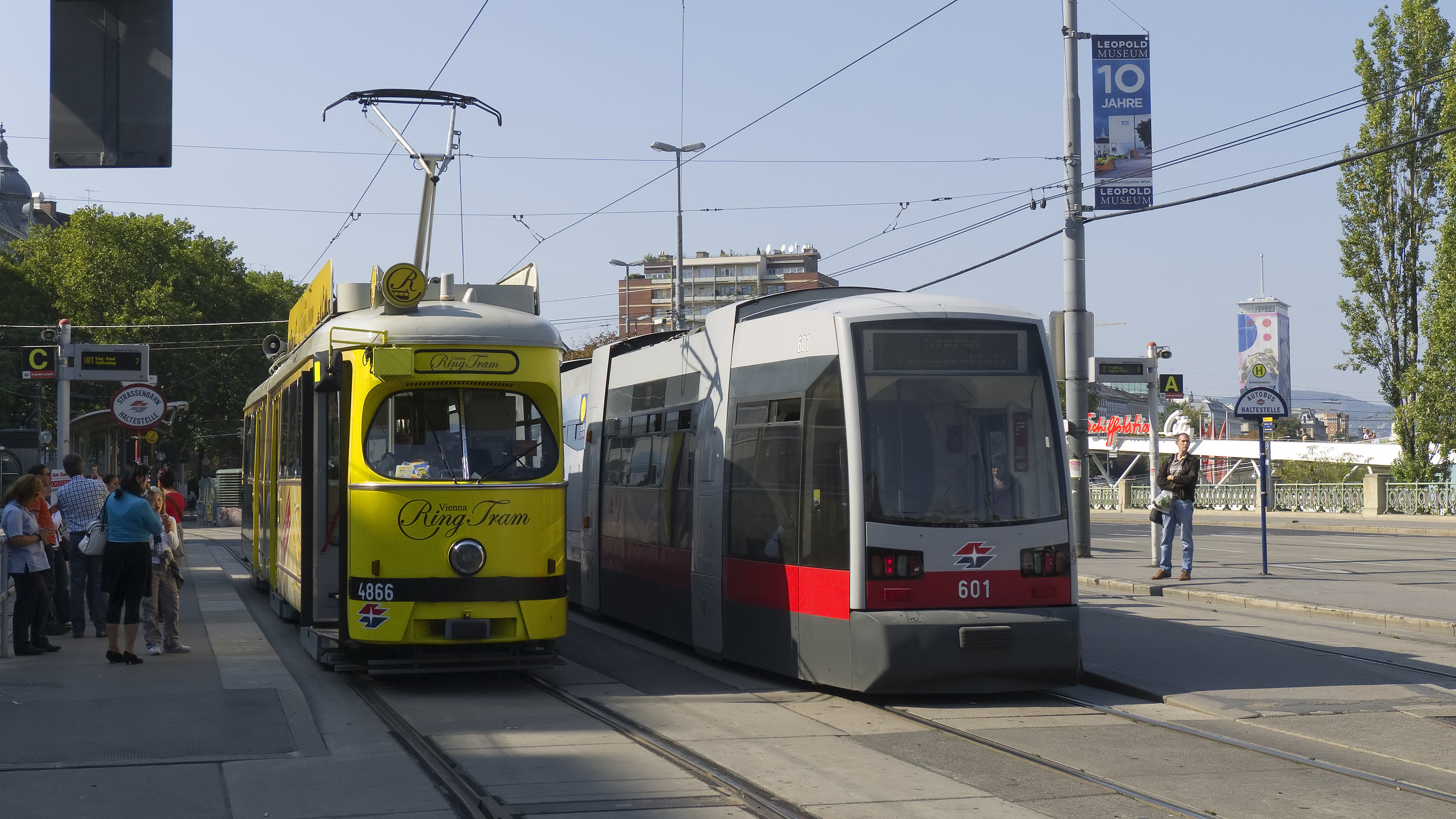
Schwedenplatz
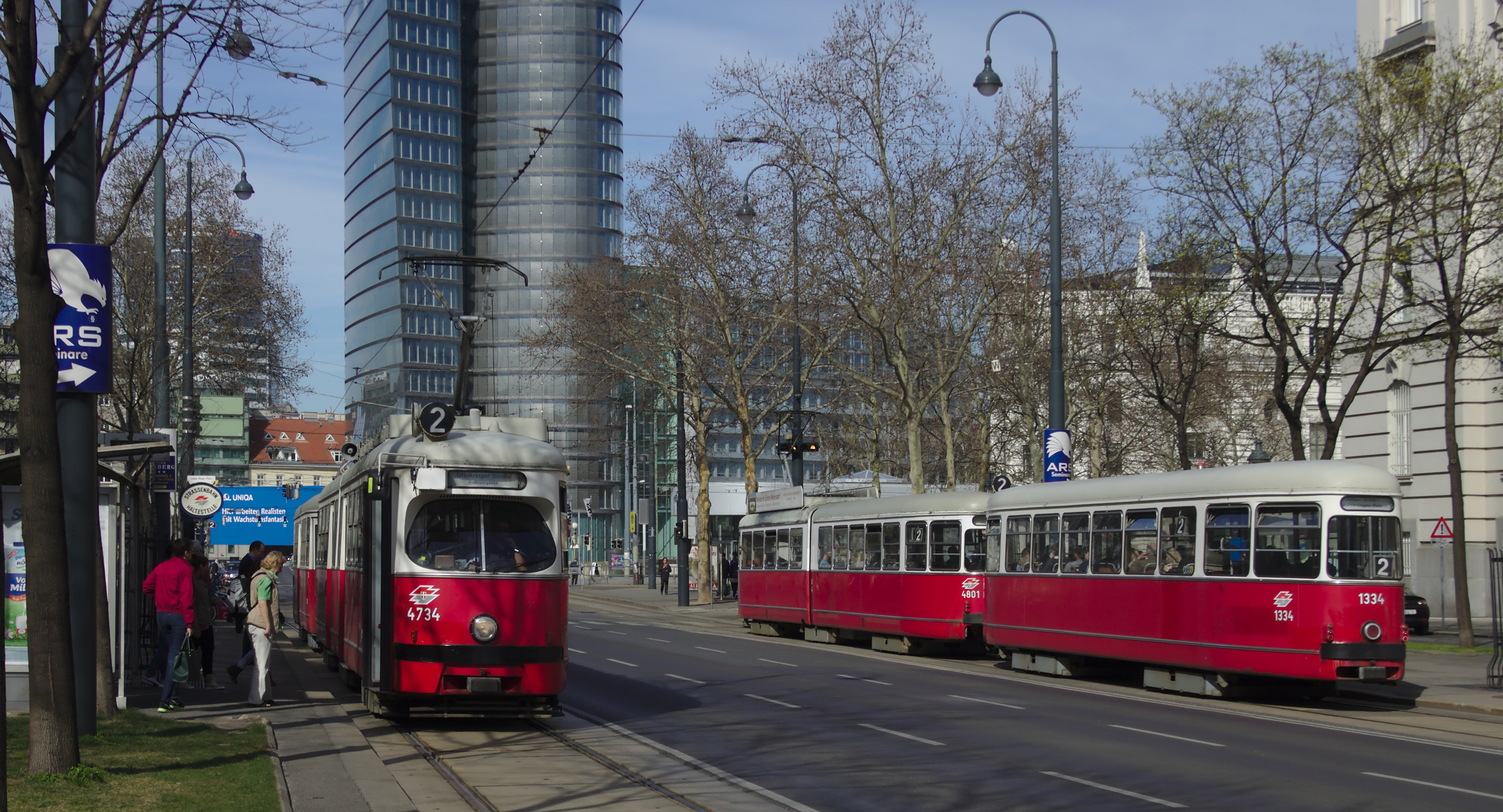
Julius-Raab-Platz UNIQA Tower